# Stelle principali della costellazione dell'Idra Maschio
Segue un prospetto delle stelle principali della costellazione dell'Idra Maschio, elencate per magnitudine decrescente.